# Enneagonum hyalinum
Enneagonum hyalinum är en nässeldjursart som beskrevs av Jean René Constant Quoy och Joseph Paul Gaimard 1827. Enneagonum hyalinum ingår i släktet Enneagonum och familjen Abylidae. Inga underarter finns listade i Catalogue of Life.